# エヴェルトン・ジョヴァネッラ
エヴェルトン・ジョヴァネッラ（Everton Giovanella、1970年9月13日 - ）は、ブラジル・カシアス・ド・スル出身のイタリア系ブラジル人元サッカー選手。現役時代のポジションはMF。

## クラブ経歴
イタリア系ブラジル人が多く住むカシアス・ド・スルに生まれ、1991年に地元クラブのCEラジェアデンセにてプロデビューを果たした。
1993年、SCインテルナシオナルを経てプリメイラ・リーガのFCティルセンセに移籍した。1996年、当時セグンダ・ディビシオンに所属していたUDサラマンカへと引き抜かれ、加入1シーズン目からリーグ戦36試合に出場して1得点をあげ、クラブのラ・リーガ昇格に貢献した。1999年には、当時国際大会の舞台で成果を挙げていたセルタ・デ・ビーゴに加入し、CFベレネンセスとサラマンカでチームメイトだったカターニャと再会した。加入後2シーズン目にはキャリア唯一となるタイトルをUEFAインタートトカップ優勝によって獲得した。しかし、2001年9月30日、デポルティーボ・ラ・コルーニャとのガリシアダービーにて、デポルティーボのマヌエル・パブロとの接触によってパブロに腓骨と脛骨の開放骨折を負わせた。この出来事以降、ジョヴァネッラのプレーに陰りが見え始めた。翌シーズンから徐々に出場機会を失っていき、2004年12月にはドーピング検査にて違法薬物であるナンドロロンが検出されたため、2年間の出場停止処分が下った。
2006年、7シーズン在籍したセルタを退団すると、2007-08シーズンにコルショFCで1シーズンのみプレーして現役を引退した。

## タイトル
セルタ・デ・ビーゴ
- UEFAインタートトカップ : 1回 (2000-01)